# Parc naturel de Bergstraße-Odenwald
Le parc naturel de Bergstraße-Odenwald (en allemand Geo-Naturpark Bergstraße-Odenwald) est un parc naturel situé dans le sud de l'Allemagne, entre le fleuve Rhin, la rivière Main et la rivière Neckar. Depuis 2015, il est membre du réseau mondial des Géoparcs soutenu par l'UNESCO. 
D'une superficie de 3 500 km2, il s'étend sur les Länder du Bade-Wurtemberg, de Bavière et du Hesse.
Il abrite trois sites du patrimoine mondial de l'UNESCO : le site fossilifère de Messel, l'abbaye de Lorsch et le limes romain de Neckar-Odenwald.